# Теорема Декарта (геометрія)
В геометрії теорема Декарта стверджує, що для будь-яких трьох взаємно дотичних кіл радіуси кіл задовольняють деякому квадратному рівнянню. Розв'язавши це рівняння, можна побудувати четверте коло, що дотикається до інших трьох заданих кіл. Теорему названо на честь Рене Декарта, який сформулював її в 1643 році.

## Історія
Геометричні задачі, що стосуються кола, обговорювалися протягом тисячоліть. У стародавній Греції в III столітті до нашої ери Аполлоній Перзький присвятив цілу книгу цій темі. На жаль, книга, яка носила назву Про дотикання, не збереглася, загинувши під час пожежі в Александрійській бібліотеці.
Рене Декарт обговорював задачу коротко в 1643 році в листі до принцесм Єлизавети Богемської. Він прийшов до того ж розв'язку, який наведено нижче в рівнянні (1), і тим самим вписав своє ім'я в теорему.
Фредерік Содді повторно відкрив рівняння в 1936 році. Дотичні кола в цій задачі іноді згадуються як кола Содді, можливо тому, що Содді вибрав опублікування своєї версії теореми у вигляді поеми, з назвою The Kiss Precise (Акуратний поцілунок), опублікованої в журналі Nature (20 червня 1936). Содді узагальнив теорему на сфери. Торольд Госсет узагальнив теорему на довільні виміри.

### Давніша історія
Точка зору Ігоря Шаригіна: протягом більшої частини періоду Едо (1603-1867) Японія знаходилася майже в повній ізоляції від західного світу і розвивалася своїми шляхами, без впливу західних цивілізацій. Однак це не завадило розвитку японської науки, зокрема математики. Особливо процвітала геометрія. Японці вважали, що мистецтво геометрії завгодно Богу. Нею захоплювалися представники всіх станів, від селян до самураїв. Свої відкриття, теореми вони зображували яскравими кольоровими фарбами на дошках — сангаку — і вивішували при храмах — здебільшого синтоїстських, рідше буддистських — і усипальницях. Ці дошки були одночасно і принесенням шанованому божеству, і «публікацією» автора про зроблене ним красиве відкриття. Словесні пояснення майже відсутні. Автор ніби говорив: «Дивися і, якщо зможеш, доведи!»... Прекрасні задачі та теореми, зібрані в книзі «Японська храмова геометрія» — це своєрідне «числення кіл», «гімн колу». Серед них знаходимо не тільки формулу Содді, але й її узагальнення на тривимірний випадок. Перша згадка про співвідношення між радіусами кіл з'явилася на дошці (сангаку) у 1796 році в Токійській префектурі, повне доведення було опубліковано в 1830-м. Цікаво, що приклад, який показує зв'язок між радіусами п'яти дотичних сфер, було описано на дошці, знайденій там само, а пізніше загубленій, вже в 1785 році. У середині XIX століття в Японії було опубліковано повне доведення «узагальненої формули для п'яти дотичних куль».

## Визначення кривини

Дотичні кола. Якщо дано три взаємно дотичні кола (чорні), який радіус може мати четверте дотичне коло? В загальному випадку є дві можливі відповіді (червоні).

Теорему Декарта найпростіше сформулювати в термінах кривини кіл. Кривина кола визначається як k = ±1/r, де r — його радіус. Що більше коло, то менша величина його кривини, і навпаки.
Знак плюс в k = ±1/r ставиться, якщо коло має зовнішній дотик до іншого кола, як три чорних кола на малюнку. Для кіл, що дотикаються внутрішньо, як велике червоне коло на малюнку, яке описує інші кола, ставиться знак мінус.
Якщо вважати, що пряма лінія — це вироджене коло з нульовою кривиною (а отже, з нескінченним радіусом), теорема Декарта застосовується також і до прямої і двох кіл, що дотикаються попарно. В цьому випадку теорема дає радіус третього кола, що дотикається до двох інших і прямої.
Якщо чотири кола дотикаються одне з одним у шести різних точках та кола мають кривини ki ( i = 1, ..., 4), теорема Декарта стверджує:
{\displaystyle (k_{1}+k_{2}+k_{3}+k_{4})^{2}=2\,(k_{1}^{2}+k_{2}^{2}+k_{3}^{2}+k_{4}^{2}).} (1)
Якщо намагатися відшукати радіус четвертого кола, що дотикається до трьох дотичних одне з одним кіл, рівняння краще записати у вигляді:
{\displaystyle k_{4}=k_{1}+k_{2}+k_{3}\pm 2{\sqrt {k_{1}k_{2}+k_{2}k_{3}+k_{3}k_{1}}}.} (2)
Знак ± відображає факт, що в загальному випадку є два розв'язки. Якщо виключити вироджений випадок прямої лінії, один розв'язок додатний, інший може бути як додатним, так і від'ємним. Якщо розв'язок від'ємний, він представляє коло, що описує перші три (як показано на малюнку).

## Особливі випадки

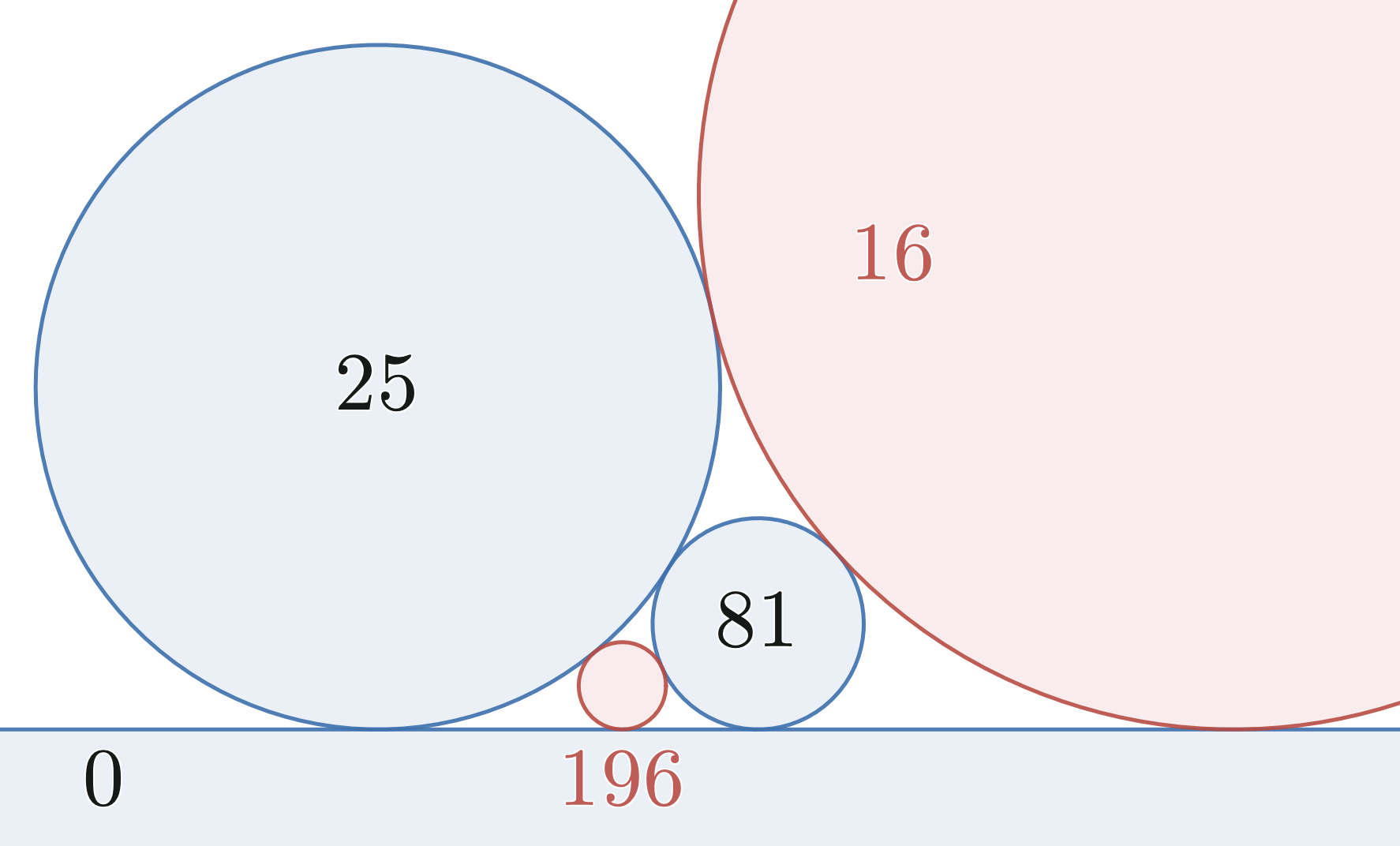
Одне з кіл замінено прямою (з нульовою кривиною). Теорема Декарта залишається правильною.

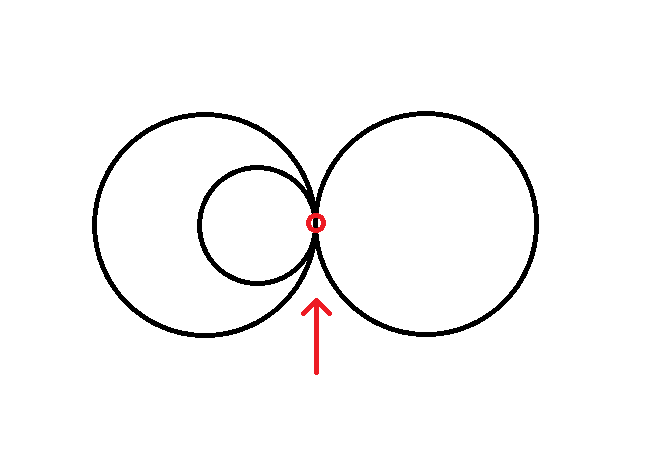
Тут усі три кола дотикаються одне з одним в одній точці і теорема Декарта незастосовна.

Якщо одне з кіл замінити прямою лінією, то одне з чисел ki, скажімо, k3, буде нульовим і випадає з рівняння (1). Рівняння (2) стає значно простішим:
{\displaystyle k_{4}=k_{1}+k_{2}\pm 2{\sqrt {k_{1}k_{2}}}.} (3)
Якщо два кола замінити прямими, дотик між двома колами замінюється паралельністю двох прямих. Два інші кола повинні бути рівні. У цьому випадку, з k2 = k3 = 0, рівняння (2) стає тривіальним
{\displaystyle \displaystyle k_{4}=k_{1}.}
Неможливо замінити три кола прямими, оскільки одне коло і три прямі не можуть дотикатися одне з одним попарно.
Теорема Декарта застосовується також для випадку, коли всі чотири кола дотикаються в одній точці.
Ще один спеціальний випадок — коли ki є квадратами,
{\displaystyle (v^{2}+x^{2}+y^{2}+z^{2})^{2}=2\,(v^{4}+x^{4}+y^{4}+z^{4})}
Ейлер показав, що еквівалентне трійці піфагорових трійок,
{\displaystyle (2vx)^{2}+(2yz)^{2}=\,(v^{2}+x^{2}-y^{2}-z^{2})^{2}}
{\displaystyle (2vy)^{2}+(2xz)^{2}=\,(v^{2}-x^{2}+y^{2}-z^{2})^{2}}
{\displaystyle (2vz)^{2}+(2xy)^{2}=\,(v^{2}-x^{2}-y^{2}+z^{2})^{2}}
і може бути задане параметричне подання. Якщо вибрати від'ємний знак кривини,
{\displaystyle (-v^{2}+x^{2}+y^{2}+z^{2})^{2}=2\,(v^{4}+x^{4}+y^{4}+z^{4})}
рівняння можна подати у вигляді добре відомого параметричного розв'язку,
{\displaystyle [v,x,y,z]=\,[2(ab-cd)(ab+cd),(a^{2}+b^{2}+c^{2}+d^{2})(a^{2}-b^{2}+c^{2}-d^{2}),2(ac-bd)(a^{2}+c^{2}),2(ac-bd)(b^{2}+d^{2})]},
де
{\displaystyle a^{4}+b^{4}=\,c^{4}+d^{4}}.

## Комплексна теорема Декарта
Для визначення кола повністю потрібно знати не тільки його радіус (або кривину), але треба ще знати і його центр. Відповідне рівняння найкраще написати, коли координати (x, y) подані у вигляді комплексного числа z = x + iy. Тоді рівняння виглядає подібно до рівняння в теоремі Декарта і тому називається  комплексною теоремою Декарта.
Якщо подано чотири кола з кривинами ki і центрами zi (i = 1...4), на додачу до рівності (1) виконується така рівність:
{\displaystyle (k_{1}z_{1}+k_{2}z_{2}+k_{3}z_{3}+k_{4}z_{4})^{2}=2\,(k_{1}^{2}z_{1}^{2}+k_{2}^{2}z_{2}^{2}+k_{3}^{2}z_{3}^{2}+k_{4}^{2}z_{4}^{2}).} (4)
Після того, як k4 буде знайдено за допомогою рівності (2), можна почати обчислення z4 шляхом змінювання рівняння (4) до вигляду, схожого на (2):
{\displaystyle z_{4}={\frac {z_{1}k_{1}+z_{2}k_{2}+z_{3}k_{3}\pm 2{\sqrt {k_{1}k_{2}z_{1}z_{2}+k_{2}k_{3}z_{2}z_{3}+k_{1}k_{3}z_{1}z_{3}}}}{k_{4}}}.}
Знову, в загальному випадку, є два розв'язки для z4, відповідні двом розв'язкам для k4.

## Узагальнення
Узагальнення для n-вимірного простору іноді згадується як теорема Содді-Госсе, хоча це зроблено вже в 1886 Лахланом (R. Lachlan). У n-вимірному евклідовому просторі максимальне число взаємно дотичних (n — 1)-вимірних сфер дорівнює n + 2. Наприклад, в 3-вимірному просторі можуть взаємно дотикатися п'ять сфер. Кривини гіперсфер задовольняють рівнянню
{\displaystyle \left(\sum _{i=1}^{n+2}k_{i}\right)^{2}=n\,\sum _{i=1}^{n+2}k_{i}^{2}}
і випадок ki = 0 відповідає гіперплощині, так само, як у двовимірному випадку.
Хоча немає 3-вимірних аналогів комплексним числам, зв'язок між розташуванням центрів можна подати у вигляді матричних рівнянь.